# Janique Pallees
Janique Pallees (* 25. Juli 1994) ist ein surinamischer Leichtathlet, der sich auf das Kugelstoßen spezialisiert hat.

## Sportliche Laufbahn
Erste internationale Erfahrungen sammelte Janique Pallees im Jahr 2022, als er bei den Islamic Solidarity Games in Konya mit einer Weite von 16,01 m den elften Platz belegte. Anschließend nahm er an den Südamerikaspielen in Asunción teil und gelangte dort mit 16,35 m auf Rang sechs.
2020 wurde Pallees surinamischer Meister im Kugelstoßen.

## Persönliche Bestleistungen
- Kugelstoßen: 17,02 m, 27. Februar 2021 in Paramaribo (surinamischer Rekord)